# Bill Brown
William "Bill" Alfred Brown (Toowoomba, 31 juli 1912 - Brisbane, 16 maart 2008) was een Australische cricketspeler die 22 test-cricket-wedstrijden speelde tussen 1934 en 1948. Na de Tweede Wereldoorlog was Brown lid van Don Bradmans Invincibles, dat een tour maakte door Engeland in 1948 zonder te worden verslagen.